# Допълнителна линия (музика)
Допълнителна линия в музиката, срещана още като помощна линия, е линия под или над петолинието, изписвана при нужда от обозначаване на тонове, които са извън неговия обхват. Всяка допълнителна линия отстои на равно разстояние от предходната (допълнителна) линия. Всички допълнителни линии имат еднаква дължина (вж. фиг. 1).
Въпреки че допълнителните линии често се откриват в нотни текстове предназначени за многогласно пеене, чак през XVI век започват да се използват обширно в предназначените за клавирни инструменти. Това обаче затруднило процеса на печатане. Във вокалната музика се въвеждат редица различни ключове, които да задържат партията на петолинието, доколкото е възможно.
Ноти, които са разположени няколко допълнителни линии под или над петолинието могат да се окажат трудни за разчитане. Когато в едно произведение има много ноти, изискващи няколко допълнителни линии, добра алтернатива е смяната на ключа или използването на знака за октавово пренасяне 8va. Някои транспониращи инструменти (пиколо, контрабас, китара, тенорски глас) транспонират с една октава, за да избегнат струпване на такива линии. Прието е, в крайна сметка, да не се използват повече от пет допълнителни линии.
Някои музиканти предпочитат допълнителни линии вместо промени в ключа или октавовото пренасяне. Така например, кларинетистите биха предпочели линиите вместо да четат ноти при басов ключ. При музиката за туба, тромбон и еуфониум винаги се използват допълнителни линии и никога 8vb (Рийд 1969, стр. 354).